# 師明親王
师明亲王（1005年—1085年），为日本平安时代中期三条天皇的第四皇子，母皇后藤原娍子。入仁和寺出家后，改称性信入道亲王。

## 人物生平
师明亲王的母亲娍子皇后怀着他时，曾梦到一个胡僧，说来托生于此。等到亲王出生，神光照耀着整间屋子。长和二年(1013年)，父帝三条天皇即位，师明亲王与三位兄长（敦明亲王、敦仪亲王、敦平亲王）一齐封为亲王《大日本史·师明亲王传》：師明親王，初母后當孕師明，夢有胡僧，來稱託胎。及生，神光照室。與小一條院同為親王。。

等到父帝驾崩后，师明亲王想要出家为僧，却不能成行。一段时间内曾为小一条院当做养子抚育。到了即将行成年礼时，师明见小一条院薄待他的三哥敦平亲王，师明深感不可依靠，遂偷偷到仁和寺，请僧侣济信为他剃发，从此为僧，该名性信。

师明亲王天性聪颖，读遍典籍，学习非常刻苦，做祈祷时多有灵验。治历4年（1068年），他得到可以乘辇车、牛车的敕许，并获封准三宫。承保2年（1075年），得封户二十户。永保三年（1083年），直授二品。僧侣得叙二品，以此首开先例。

应德二年（1085年）九月，薨，享年八十一。称大御室。师明在仁和寺，每逢良辰佳节，与附近的僧侣集会，谈和汉学问，写诗作赋以为乐。其相会之期，从正月七日承阳会到九月十三日夜的继华会，每一年共有九次。